# Tratado de Safar
El Tratado de Safar puso fin formalmente al prolongado colapso de la Dinastía hamdánida. Fue firmado entre diciembre de 969 y enero de 970 por el estratopedarca bizantino  Petros y el exministro de los Hamdanidas y rebelde, Qarquya. Tras la muerte del emir Hamdaní Sayf al-Dawla en 967, la rebelión envolvió rápidamente a los Hamdaníes y la dinastía se desintegró en el caos y el desorden. Los bizantinos vieron esto como una oportunidad para finalmente tomar el control de Alepo. Petros pronto se acercó a Alepo, probablemente sin órdenes de Constantinopla, y tomó la ciudad en enero de 970.

## Términos
El tratado se firmó en algún momento del mes de safar 359 de acuerdo con el Calendario musulmán (correspondiente al 14 de diciembre de 969-11 de enero de 970 d. C.) entre Petros y Qarquya y estableció al emirato de Alepo como un estado tributario bizantino. Como parte de los términos del tratado, se estableció una alianza defensiva entre Bizancio y Alepo; los conversos religiosos no serían perseguidos en ninguno de los dos lados; no se permitiría el paso de ejércitos de otros estados musulmanes por Alepo; los impuestos se enviarían a Constantinopla; y el emperador nombraría a los futuros emires. El tratado demostró tener una influencia duradera durante un período de tiempo relativamente largo.
Según sus términos, gran parte del norte de Siria quedó bajo dominio bizantino. La nueva frontera comenzó al norte de Trípoli y Arqa, en el actual Líbano, y luego se desplazó hacia el este hasta el río Orontes. Desde allí siguió su curso hacia el norte, pero aparentemente algo al oeste del río real, ya que ciudades como Shaizar y Raphanea aparentemente no estaban bajo control bizantino. A lo largo de la frontera, los árabes mantuvieron el control de Hama,  Jusiyah, Salamíe, Apamea y Kafartab. Luego pasó a las tierras altas al este del río Afrin, dejando su fértil valle a los bizantinos; los árabes conservaron el control del macizo de Yabal al-Sumaq con las ciudades de Ma'arrat al-Nu'man y Ma'arrat Misrin, Qinnasrin, la parte oriental de Yabal Halaqa y el grueso de Yabal Sim'an con al-Atarib y al-Balat, Arhab, Basufan y Kimar. Yabal al-A'la, Yabal Barisha, la parte occidental de Yabal Halaqa y la fortaleza-monasterio de Qal'at Sim'an formaban el lado bizantino de la frontera. La frontera seguía luego el borde de la llanura, al oeste de Yabal Barsaya, Wadi Abi Sulayman, Azaz y Killiz, hasta el paso de Sunyab, situado por Ernst Honigmann en las fuentes del río Quwayq. Desde allí la frontera giró hacia el este, pasando al norte de Nafuda, Awana y Tall Khalid hasta el río Sajur, que luego siguió hasta su unión con el Éufrates.
El emperador bizantino reconocería a Qarquya como el legítimo emir, y a su teniente Bakjur como su heredero. Posteriormente, sin embargo, el emperador nombraría tanto al emir como al qadi de entre los habitantes de la ciudad. A cambio, sin embargo, Alepo y su territorio pasaron a ser tributarios de Bizancio en el orden de los 700 000 Dírham de plata anuales, o un impuesto por cabeza de un dinar de oro, equivalente a 16 dirhams. Además, se instaló en la ciudad un funcionario imperial para recaudar un impuesto del 10% sobre todos los bienes importados de territorio bizantino, y los emires de Alepo se vieron obligados a prohibir a los ejércitos de otros estados musulmanes que pasaran por su territorio, a proporcionar información sobre cualquier ejército de este tipo que se moviera contra Bizancio y a prestar asistencia militar a cualquier ejército bizantino que operara en Siria. La situación legal de los cristianos en el territorio de Alepo estaba garantizada, y cualquier esclavo o ladrón que huyera del territorio bizantino debía ser devuelto, junto con cualquier espía musulmán que viniera a reunir información sobre los bizantinos.

## Consecuencias
Con el control directo de Alepo ahora asegurado, los bizantinos también se beneficiaron directamente de una nueva afluencia de comercio en la región. La defensa de Antioquía también fue ahora muy reforzada. El tratado fue generalmente respetado por los Hamdaníes y los bizantinos durante los siguientes cincuenta años, a pesar de los intentos del Califato fatimí de ocupar Alepo.